# Harold Hunter

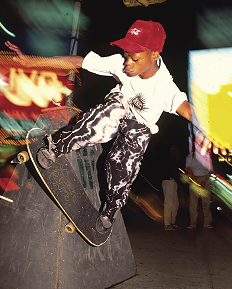
Harold Hunter (1989)

Harold Hunter (* 2. April 1974 in New York City; † 17. Februar 2006 ebenda) war ein US-amerikanischer Skater und Schauspieler.
Harold Hunter wurde durch Larry Clarks kontroversen Kinofilm Kids aus dem Jahr 1995 international bekannt. Er spielte einen Skateboarder. Der Film wurde 1995 für die Goldene Palme der Internationalen Filmfestspiele von Cannes nominiert. Er war auch in dem Musikvideo zu „Disco '95“ von „Arme Ritter“ zu sehen, mit dem Dendemann erste Bekanntheit erlangte. Hunter war Teil des New Yorker Skateboarding-Teams Zoo York. Er starb im Alter von 31 an einer Überdosis Kokain.

## Filmografie
- 1995: Kids
- 1996: Mind Games
- 1998: Hand on the Pump
- 2001: Save the Last Dance